# Tomadoi Nagara
«Tomadoi Nagara» (とまどいながら?) es el décimo sencillo de la boy band japonesa Arashi que fue lanzado el 13 de febrero de 2003. El sencillo fue lanzado en dos ediciones: la edición normal, que contiene versiones en karaoke de las canciones del sencillo, y la edición limitada, con una portada de lujo. El sencillo debutó en el puesto número dos de la lista Oricon con una venta inicial de 104.140 copias.

## Información del sencillo
"Tomadoi Nagara" fue usado como tema principal del dorama Yoiko no Mikata (よい子の味方 Ally of Good Children?) protagonizado por el miembro de Arashi Sho Sakurai en su primer papel protagonista.

### "Tomadoi Nagara"
- Letras, composición y arreglo por: Ooyagi Hiro

### "Fuyu no Nioi"
- Letras y composición por: Girls Talk
- Arreglo por: Tomoo Ishiduka

### "Kimi ga Iinda"
- Letras por: Nobuyoshi Tozawa
- Letras del Rap: Sakurai Sho
- Composición por: Akio Shimizu
- Arreglo por: H-Wonder

### "Koigokoro"
- Letras y composición por: Silas Lee
- Arreglo por: Jun Abe

## Lista de pistas
| Pista # | Título de pista                                       | Duración |
| ------- | ----------------------------------------------------- | -------- |
| 1       | "Tomadoi Nagara" ("とまどいながら")                   | 4:15     |
| 2       | "Fuyu no Nioi" ("冬のニオイ")                         | 5:12     |
| 3       | "Kimi ga Iinda" ("君がいいんだ")                      | 5:10     |
| 4       | "Koigokoro" ("コイゴコロ")                            | 5:01     |
| 5       | "Tomadoi Nagara" (Karaoke) ("とまどいながら"カラオケ) | 4:15     |
| 6       | "Fuyu no Nioi" (Karaoke) ("冬のニオイ"カラオケ)       | 5:12     |
| 7       | "Kimi ga Iinda" (Karaoke) ("君がいいんだ"カラオケ)    | 5:10     |
| 8       | "Koigokoro" (Karaoke) ("コイゴコロ"カラオケ)          | 5:01     |